# Municipio de Newton (Indiana)
El municipio de Newton (en inglés: Newton Township) es un municipio ubicado en el condado de Jasper en el estado estadounidense de Indiana. En el año 2010 tenía una población de 811 habitantes y una densidad poblacional de 9,11 personas por km².

## Geografía
El municipio de Newton se encuentra ubicado en las coordenadas 40°56′54″N 87°13′51″O / 40.94833, -87.23083. Según la Oficina del Censo de los Estados Unidos, el municipio tiene una superficie total de 89.03 km², de la cual 88,96 km² corresponden a tierra firme y (0,08 %) 0,07 km² es agua.

## Demografía
Según el censo de 2010, había 811 personas residiendo en el municipio de Newton. La densidad de población era de 9,11 hab./km². De los 811 habitantes, el municipio de Newton estaba compuesto por el 99,14 % blancos, el 0,12 % eran amerindios, el 0,12 % eran asiáticos y el 0,62 % eran de una mezcla de razas. Del total de la población el 1,23 % eran hispanos o latinos de cualquier raza.